# Compsoceridius gounellei
Compsoceridius gounellei är en skalbaggsart som beskrevs av Bruch 1908. Compsoceridius gounellei ingår i släktet Compsoceridius och familjen långhorningar.
Artens utbredningsområde är:
- Paraguay.
- Uruguay.

Inga underarter finns listade i Catalogue of Life.